# هاينريش بلوم
هاينريش بلوم (بالإنجليزية: Heinrich Blum)‏  (و. 1884 – 1942 م) هو مهندس معماري، من التشيك، ولد في برنو، توفي عن عمر يناهز 58 عاماً.